# Sparbach (přírodní park)

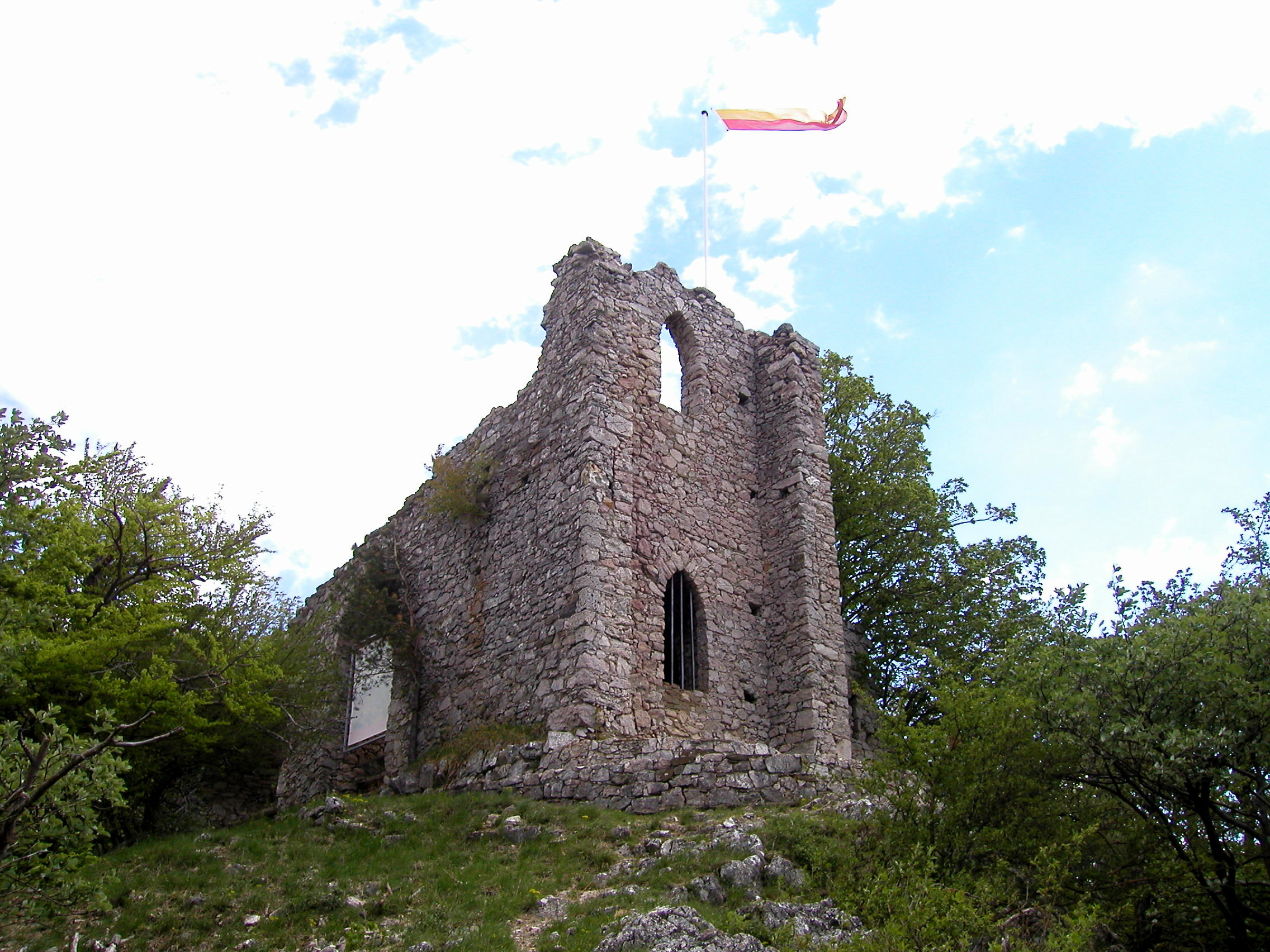
Umělá zřícenina uhlířského domu

Přírodní park Sparbach je součástí Vídeňského lesa (Wienerwald) a je chráněnou oblastí založenou knížetem Lichtenštejnem ve Sparbachu v Dolních Rakousích. Přírodní park se nachází uvnitř Hinterbrühlu, a je nejstarším přírodním parkem Rakouska. Je oplocený a přístupný v otevírací době po zaplacení vstupného.

## Přírodní pozoruhodnosti
Zvláštností přírodního parku je hojný stav zvěře, především mufloní, daňčí a divočáků. Na Dianině louce stojí několik borovic ve stáří více století. V celém přírodním parku je více obrovských stromů, protože areál je lesnicky využíván jen v malém rozsahu. Na uměle vytvořeném rybníku zdomácněly kachničky mandarínské.

## Vybudované pozoruhodnosti
Zpočátku kníže Jan I. Josef z Lichtenštejna (1760-1836) vložil investice pro zřízení obory pro lov, přičemž zřizoval romantické umělé zříceniny a okrasné stavby, jako zříceninu uhlířského domu (slouží jako stanoviště pro obsluhu), Dianin pramen nebo Dianin chrám. Jedinou skutečně historickou budovou v přírodním parku je středověká ruina Johannstein z 12. století. Pro veřejnost bylo postupně otevřeno: návštěvnické centrum u jediného vstupu z obce Sparbach, malá zoo, dům přírodního parku, přírodní hřiště a několik informačních tabulí a objektů.

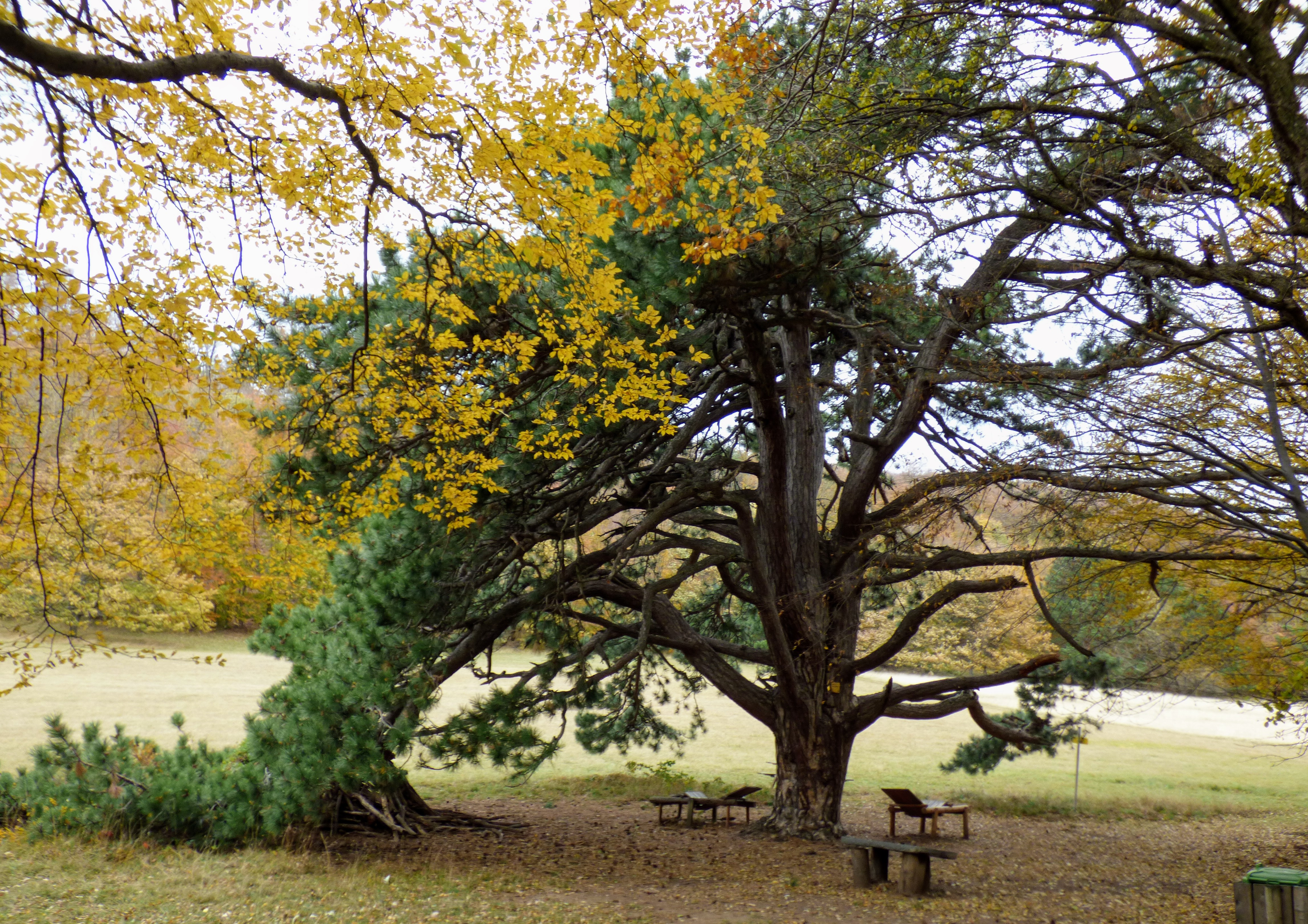
Fürstenföhre
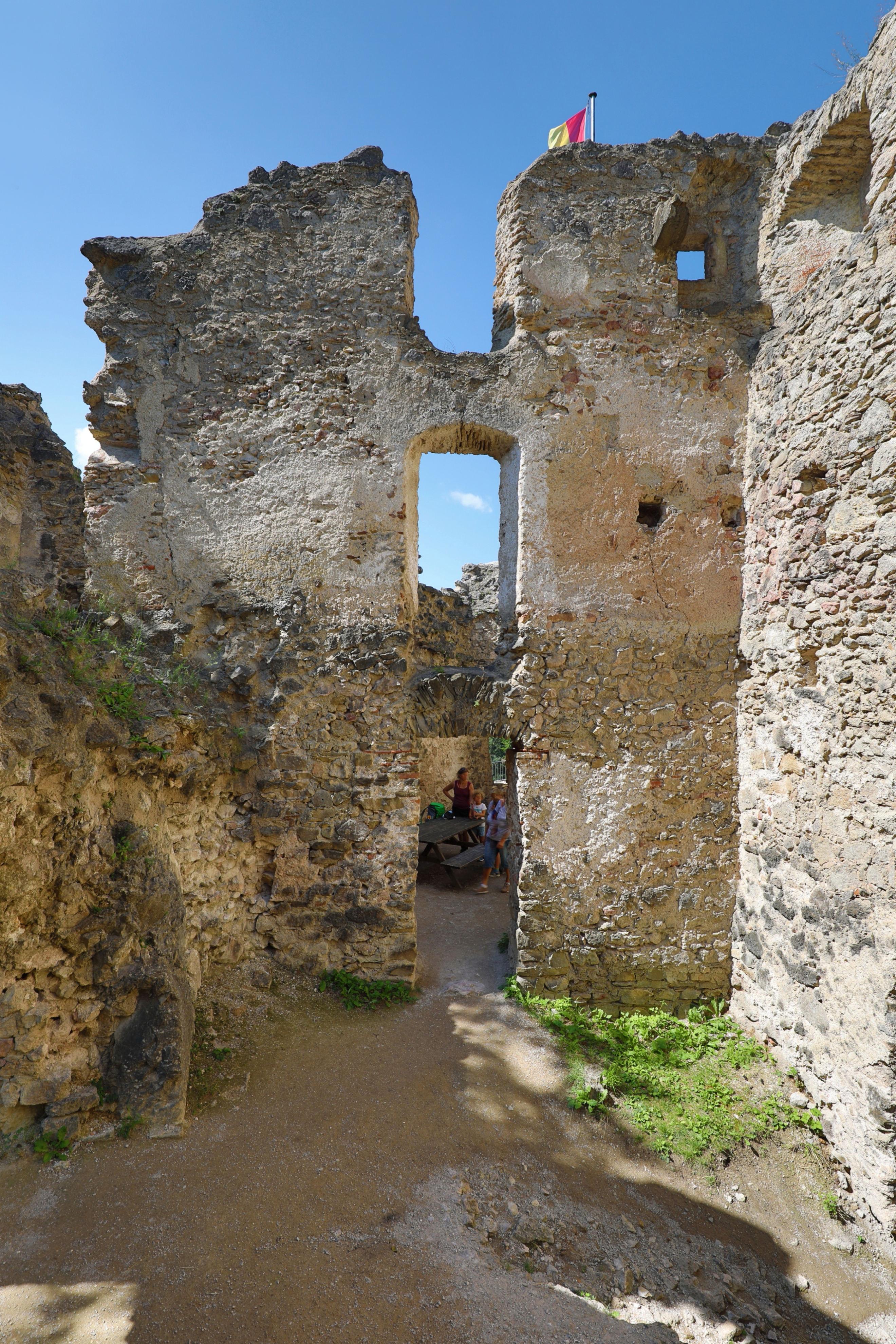
Johannstein (zřícenina hradu)
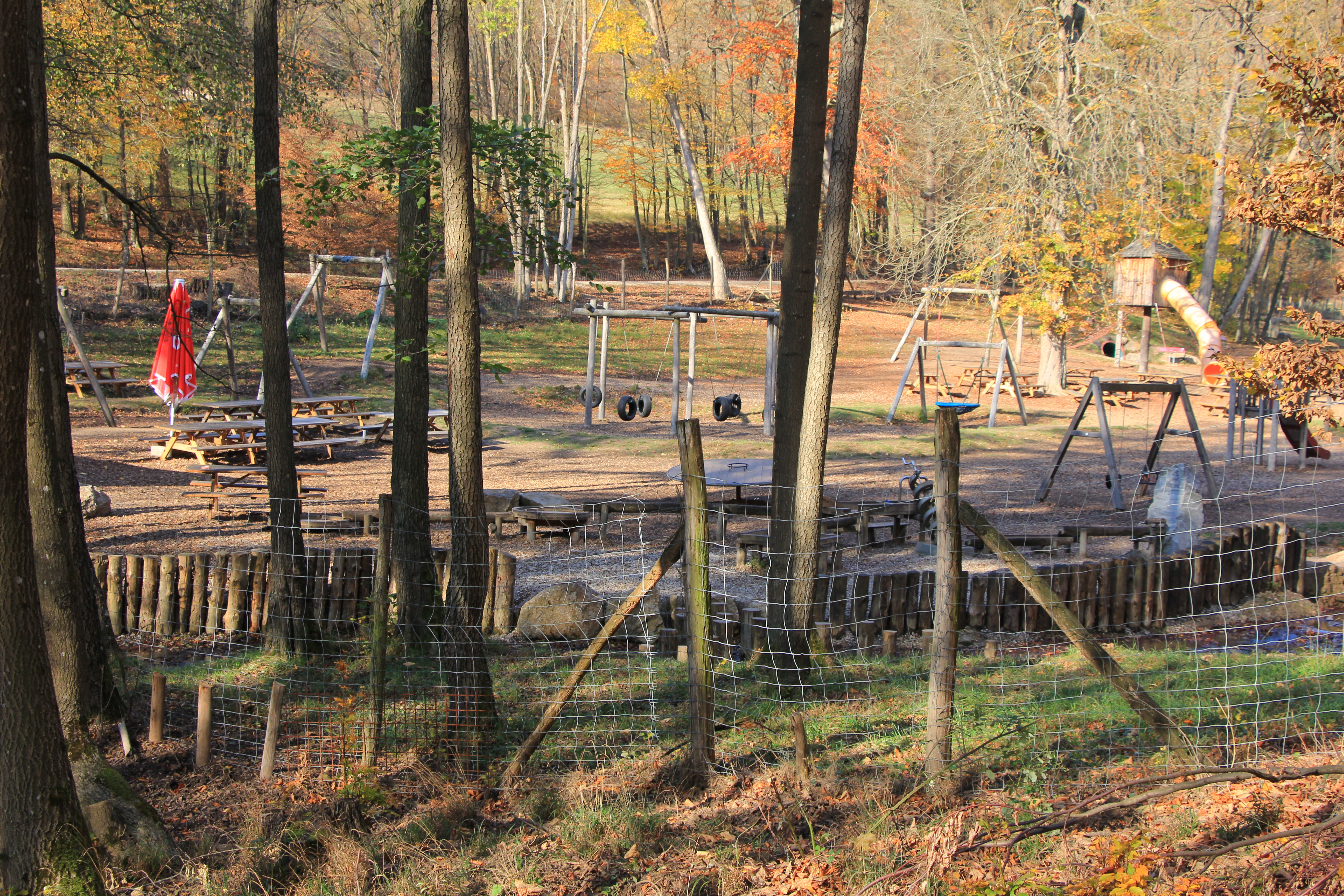
Dětské hřiště